# ماهر الشرع
ماهر الشرع (مواليد 1973 في دمشق) طبيب وسياسي سوري يشغل منصب الأمين العام لرئاسة الجمهورية العربية السورية منذ 5 نيسان 2025. شغل قبلها منصب وزير الصحة بالوكالة في حكومة محمد البشير من 16 كانون الأول 2024 إلى 29 آذار 2025.

## تعليمه والسيرة المهنية
وُلد ماهر الشرع في دمشق عام 1973، وحصل على درجة الدكتوراه في العلوم الطبية ودبلوم في إدارة النظم الصحية. وحصل على شهادة الدراسات العليا من أكاديمية فورونيج الطبية الحكومية في عام 2004.
قضى ماهر الشرع سنوات عديدة في مدينة فارونيش الروسية، حيث حصل على دبلوم في إدارة النظم الصحية من جامعة بوردينكو فارونيش الطبية الحكومية ‏ في عام 2000. ثم أكمل تخصصه في أمراض النساء والتوليد في نفس المؤسسة في عام 2004. كما حصل على درجة الدكتوراه في العلوم الطبية وشارك في العديد من برامج التدريب المتقدمة في كل من أكاديمية فارونيش الطبية وجامعة فارونيش الطبية الحكومية.
بين عامي 2004 و2013 عمل الشرع في عدة مستشفيات في أنحاء سوريا. ثم عاد إلى فارونيش، حيث واصل عمله في مختلف عيادات صحة المرأة. كما عمل في مستشفى أبها للولادة والأطفال بين عامي 2014 و2018.
بناءً على معلومات من سلطات الحدود الروسية، سافر الشرع جواً إلى إزمير، تركيا في تموز 2022 ولم يعد إلى روسيا منذ ذلك الحين. ثم ظهر لاحقًا في سوريا كجزء من الحكومة السورية المؤقتة.

## عمله بالسياسة
في 2 تشرين الثاني 2017 شغل ماهر الشرع منصب مستشار وزير الصحة في حكومة الإنقاذ السورية.
في 16 كانون الأول 2024 عُيّن وزيرًا للصحة في حكومة تصريف الأعمال السورية. ووفقًا لشبكة شام الإخبارية مواقع أخرى اعتُبر هذا التعيين محسوبية، نظرًا لأن ماهر هو شقيق الزعيم السوري الفعلي (والرئيس لاحقًا) أحمد الشرع.
في 5 أبريل 2025، عُيّن أمينًا عامًا لرئاسة الجمهورية، خلفًا لعبد الرحمن سلامة.

## حياته الشخصية
ماهر الشرع متزوج من تاتيانا زاكيروفا، وهي مواطنة روسية تحمل الجنسية السورية أيضًا. عملت في قطاع الأعمال حتى عام 2020. للزوجين ثلاثة أبناء: رشيد وماريا وكامل.
ماهر هو شقيق أحمد الشرع٬ الرئيس الحالي للجمهورية العربية السورية.